# بژژنگتسا (استان لهستان بزرگ‌تر)
بژژنگتسا (به لهستانی:  Brzeźnica) یک روستا در لهستان است که در گمینا یاستروویه واقع شده‌است. بژژنگتسا ۶۹۰ نفر جمعیت دارد.